# Xã Lake, Quận Pottawattamie, Iowa
Xã Lake (tiếng Anh: Lake Township) là một xã thuộc quận Pottawattamie, tiểu bang Iowa, Hoa Kỳ. Năm 2010, dân số của xã này là 1.104 người.